# Törökország nagysebességű vasúti közlekedése
| A vonalon közlekedő TCDD HT65000 sorozatú nagysebességű motorvonat |                                                        |           |           |
| A Törökország nagysebességű vasúti közlekedése útvonala |                                                        |           |           |
| Hossz: | 888 km Ebből: fővonal:439*2 km kiszolgáló vonal:5*2 km |           |           |
| Nyomtávolság: | 1 435 mm                                               |           |           |
| Feszültség: | 25 kV 50 Hz ~                                          |           |           |
| Maximális emelkedés: | 16 ‰                                                   |           |           |
| Legkisebb ívsugár: | 3 500 m                                                |           |           |
| Maximális sebesség: | 250 km/h                                               |           |           |
| A Wikimédia Commons tartalmaz Törökország nagysebességű vasúti közlekedése témájú médiaállományokat. |                                                        |           |           |
| Vonalhálózat |                                                        |           |           |
| \| \| Távolság \| Állomás \| Állomás \| \| \| 0 \| Ankara \| Ankara \| \| \| 25 km (16 mi) \| Sincan \| Sincan \| \| \| 90 km (56 mi) \| Polatlı \| Polatlı \| \| \| 99 km (62 mi) \| \| \| \| \| \| \| \| \| \| 246 km (153 mi) \| Eskisehir \| Eskisehir \| \| \| \| \| \| \| \| 312 km (194 mi) \| Konya \| Konya \| |                                                        |           |           |
| | Távolság                                               | Állomás   | Állomás   |
| | 0                                                      | Ankara    | Ankara    |
| | 25 km (16 mi)                                          | Sincan    | Sincan    |
| | 90 km (56 mi)                                          | Polatlı   | Polatlı   |
| | 99 km (62 mi)                                          |           |           |
| |                                                        |           |           |
| | 246 km (153 mi)                                        | Eskisehir | Eskisehir |
| |                                                        |           |           |
| | 312 km (194 mi)                                        | Konya     | Konya     |

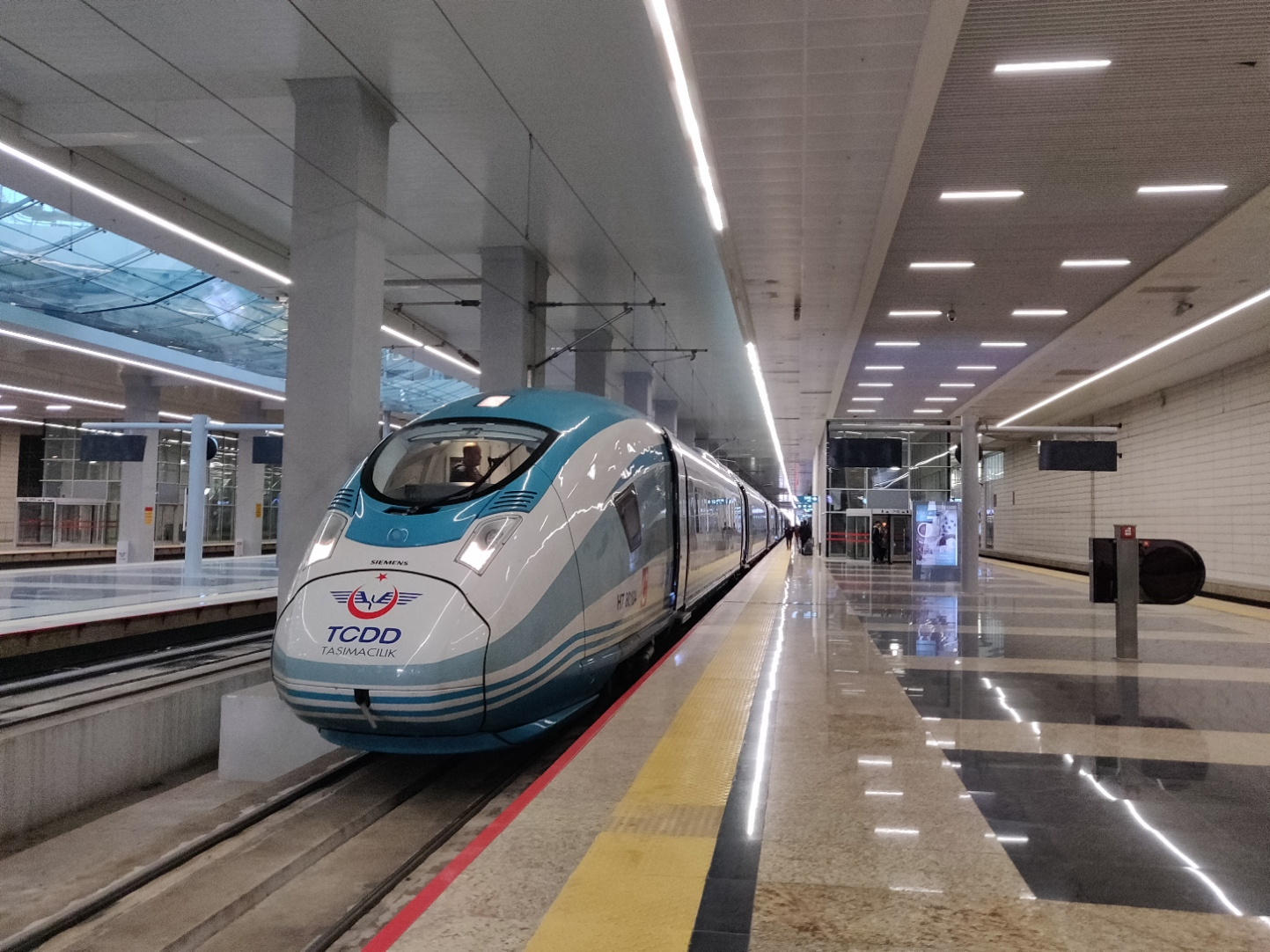
Ankara vasútállomása

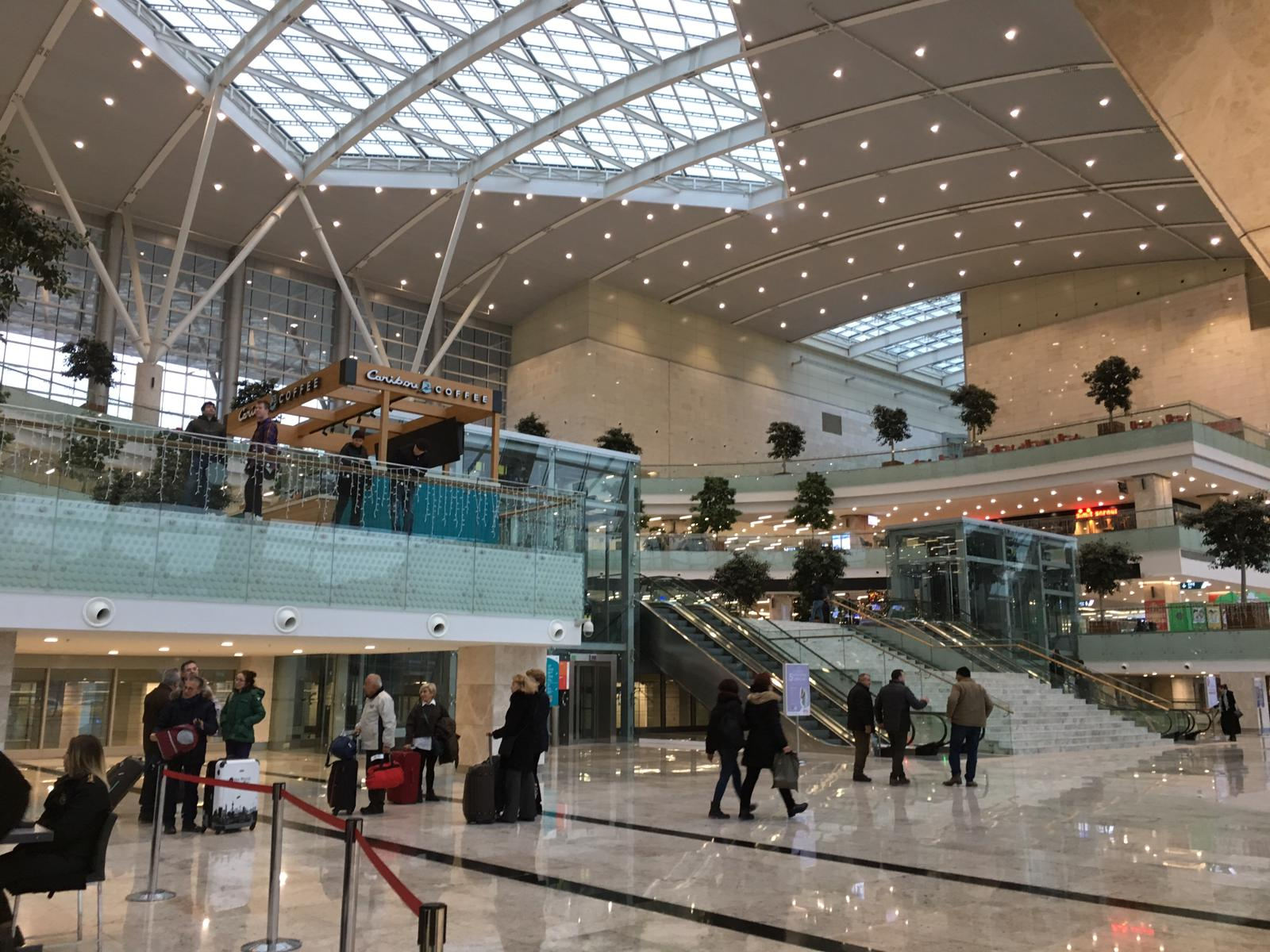
Ankara Tren Garı

Törökország 2009-ben csatlakozott azoknak az országoknak a csoportjához, melyek nagysebességű vasutakat üzemeltetnek. A nagysebességű hálózat jelenlegi hossza 447 km.

## Isztambul–Ankara nagysebességű vasútvonal

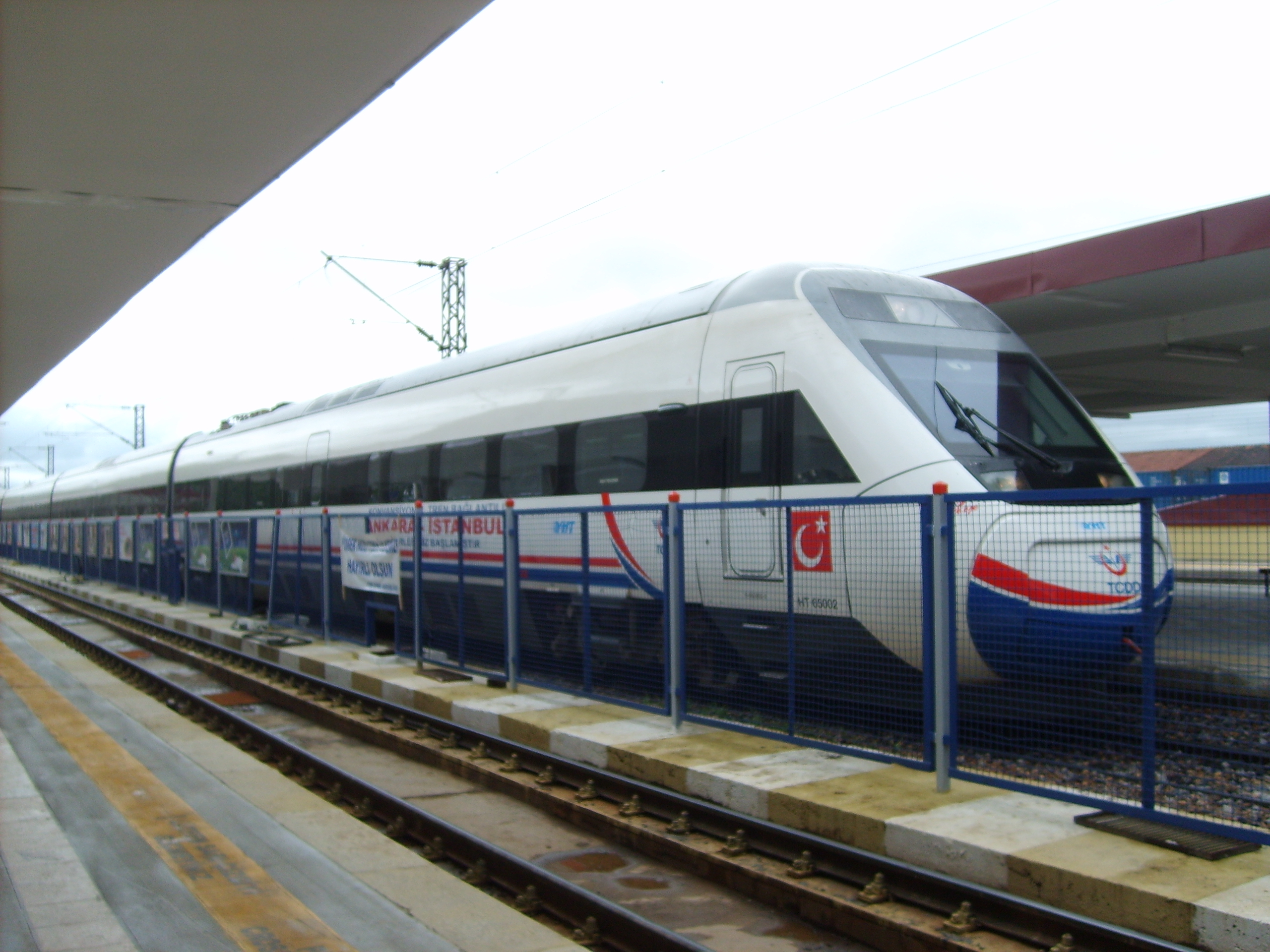
A vonalon közlekedő TCDD HT65000 sorozatú nagysebességű motorvonat

Az ország két legnagyobb városát, politikai, illetve gazdasági központjait összekötő Isztambul–Ankara nagysebességű vasútvonalat 2014-ben adták át teljes hosszában, ezzel megfeleződött a menetidő. 2013. október végén átadásra került a Boszporusz alatti vasúti alagút is (mely a későbbiekben Európa felé csatlakozási lehetőséget kínál Edirne városán át). A szerelvények csúcssebessége eléri a 252 km/h-t.

## Ankara–Konya nagysebességű vasútvonal
Az ország második nagysebességű vonala az előzőből egy kiágazás Konya felé. A vonal hossza 212 km.

## A járművek
A 12 szerelvényt a spanyol CAF szállítja, melyből három érkezett eddig meg. Hasonló szerelvények a spanyol pályán is közlekednek. A biztonsági vészfékező automatikán felül a kocsik úgy vannak tervezve, hogy kisiklás esetén ne tudjanak egymás fölé csúszni.  A török verzióban 354 másod és 55 első osztályú ülés található, utóbbiak saját LCD képernyővel és elektromos csatlakozóval vannak ellátva. Külön férőhelyek és mosdó épült a kerekesszékesek számára.

## Kronológia
- 2007 – A Török Államvasutak, (TCDD), az Ankara – Isztambul között épülő nagysebességű vasútvonal első szakaszán megkezdte a próbákat a Trenitáliától bérelt ETR 500 sorozatú motorvonatokkal. A próba üzem, a Sincan-tól mely Ankarától nyugatra fekszik, Inönü-ig megépült 251 km hosszúságú vonalon folyt, maximum 250 km/h sebességgel.
- 2008 – A vonal következő szakaszának építését a nyár folyamán elkezdték Inönü és Köseköy (İzmittől keletre) között, mely 158 km hosszúságú, és a nehéz terepadottságok miatt többször érinti a meglévő hagyományos vonalat.
- 2009 – Elindulnak az első YHT-vonatok Ankara-Eskişehir között (expresszvonat csatlakozással Isztambulba), ám csak részben használják a nagysebességű pályát.
- 2011 augusztus 24. –  A Polatlı–Konya vonalszakasz átadása. Új járatok indulnak Ankarából és Eskişehirből Konyába.

## Jövőbeli tervek
A nagy sebesség és a rövidebb útvonal együttesen lehetővé teszi, hogy a két város között jelenlegi hat órás menetidő három órára rövidüljön. A TCDD a CAF-tól (Spanyolország) rendelt 10 db 250 km/h sebességű vonatot, és ezen túlmenően a TCDD-vel szövetségben, a Rotem – Hyundai, Dél-Korea, és ASAI Haco közösen, a koreai tervezésű HSR-350x vonatok törökországi gyártását tervezik.
A Marmaray alagút közvetlenül kapcsolódik az új, jelenleg is épülő, Isztambul – Ankara közötti új nagysebességű pályához. A 250 km/h sebességű közlekedésre alkalmas pálya az ország első nagysebességű vasútvonala lesz, a két nagyváros közötti eddigi 6,5 órás menetidőt 3 órára csökkentve le.
2006 óta egy másik hasonló nagysebességű pálya épül Konya, és Ankara között, a menetidőt 10 és fél óráról 1 óra 15 percre csökkentve le. A két említett, 2009-2010-ben átadandó pályán kívül Törökország ambiciózus tervekkel rendelkezik több más pálya építésére is, melyek közül kiemelendő az İzmirt Ankarával összekötő vonal.
A távlati tervek ennél is messzebb vezetnek: az összes török nagyvárost nagysebességű vonallal szeretnék összekötni, a meglévő hagyományos vonalakat modernizálják, és várhatóan liberalizálják a vasúti személyszállítás piacát. Ettől azt remélik, hogy az érintett szakaszokon az utasok visszapártolnak a vasúthoz. A múlt század második felében ugyanis lényegében nem épült vasútvonal az országban, ennek következményeként az utasok nagy része autóval, vagy még inkább a megerősödött távolsági buszjáratokkal közlekedik; de az állami vasúttársaság ambiciózus tervei szerint az Ankara-Isztambul vonalon a vasút 10%-os aránya akár 78%-ra is nőhet.
Néhány elemző ugyanakkor szkeptikus: korábban a gyorsított Ankara-Isztambul járat 2004-es bemutatkozása balesettel végződött. A már finanszírozással rendelkező vonalterveket figyelembe véve éppen hogy a vasút arányának további csökkenését prognosztizálja. Ha az összes tervezett fejlesztés megvalósul, az egész országban akkor is csak 4,1%-ra emelkedne a vasút modal splitje.